# Lydia Field Emmet
Lydia Field Emmet (New Rochelle, 23 de enero de 1866 - 16 de agosto de 1952) fue una artista estadounidense conocida por su trabajo como retratista. Estudió con artistas destacados como William Merritt Chase, Harry Siddons Mowbray, Kenyon Cox y Tony Robert-Fleury. Emmet montó muchas exposiciones durante su carrera, y sus pinturas ahora se pueden encontrar colgadas en la Casa Blanca y en muchas prestigiosas galerías de arte, incluido el Museo Metropolitano de Arte.

## Familia e infancia

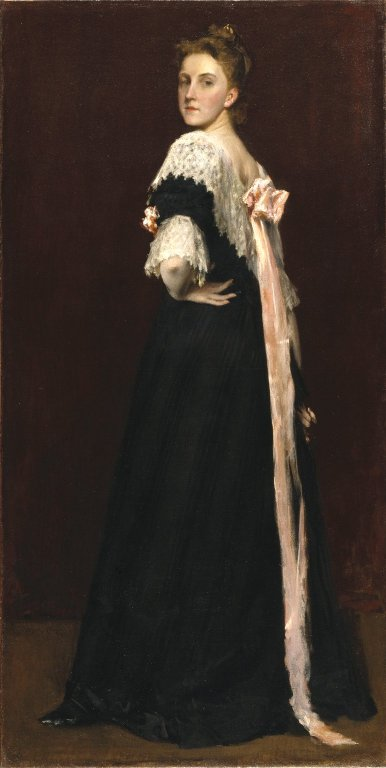
Lydia Field Emmet, retrato por Wm Merritt Museo Chase de Brooklyn

Emmet nació el 23 de enero de 1866, en New Rochelle, Nueva York; fue la séptima de ocho hijos nacidos la ilustradora Julia Colt Pierson y el comerciante William Jenkins Emmet.
El bisabuelo paterno de Emmet, Thomas Addis Emmet, fue un destacado abogado que más tarde se ocuparía de la Fiscalía General del Estado de Nueva York. Thomas fue un nacionalista irlandés que tenía una posición clave en la Sociedad de Dublín de los Irlandeses Unidos tras el fracaso de la Rebelión Irlandesa de 1798. En los relatos históricos de la época, Thomas es eclipsado por su hermano menor Robert Emmet, quien fue colgado en 1803 por alta traición al gobierno británico, debido a su intento fallido de implementar una rebelión irlandesa. Thomas emigró a los Estados Unidos con su familia poco después de la ejecución de su hermano.
El abuelo paterno de Emmet, el juez Robert Emmet (1792-1873), se casó con Rosina Hubley, sirvió como capitán de un regimiento de caballería en la Guerra de 1812, y siguió los pasos de su padre convirtiéndose en un prominente jurista de Nueva York. Mantuvo el interés en la política irlandesa y fue presidente del Movimiento de Derogación en los Estados Unidos, "en simpatía con los esfuerzos de Daniel O'Connell para lograr la derogación de la tan mentada unión con Inglaterra".
El abuelo materno de Emmet, Josiah G. Pierson, fue un inventor que estableció la empresa de J. G. Pierson & Brothers en Ramapo, Nueva York; una fábrica de hierro que fabricaba clavos cortados. Se cree que Pierson inventó la primera máquina cortadora de clavos que funcionaba correctamente, con una patente registrada para este dispositivo en 1795. Josiah era el hijo del congresista Jeremiah Halsey Pierson (1766-1855)).
Las dos hermanas supervivientes de Emmet, Rosina Emmet Sherwood (1854-1948) y Jane Emmet de Glehn (1873-1961), también se convirtieron en artistas de éxito, al igual que su prima hermana Ellen Emmet ("Bay") Rand (1876-1941).
Uno de los hermanos de Emmet, William LeRoy Emmet, era un destacado ingeniero empleado por General Electric. Graduado de la Academia Naval de los Estados Unidos en Annapolis, fue un pionero en las áreas de electricidad y generación de energía, más conocido por su trabajo con turbinas de vapor, vapor de mercurio y propulsión eléctrica de barcos. Otro de sus hermanos era Robert Temple Emmet, licenciado de la Academia Militar de Estados Unidos, y receptor de la Medalla de Honor. fue un pionero arquitecto de campos de golf americano que, según una fuente, diseñó más de 150 campos en todo el mundo. Su hermano Christopher Temple Emmet fue un destacado abogado y deportista.

## Educación

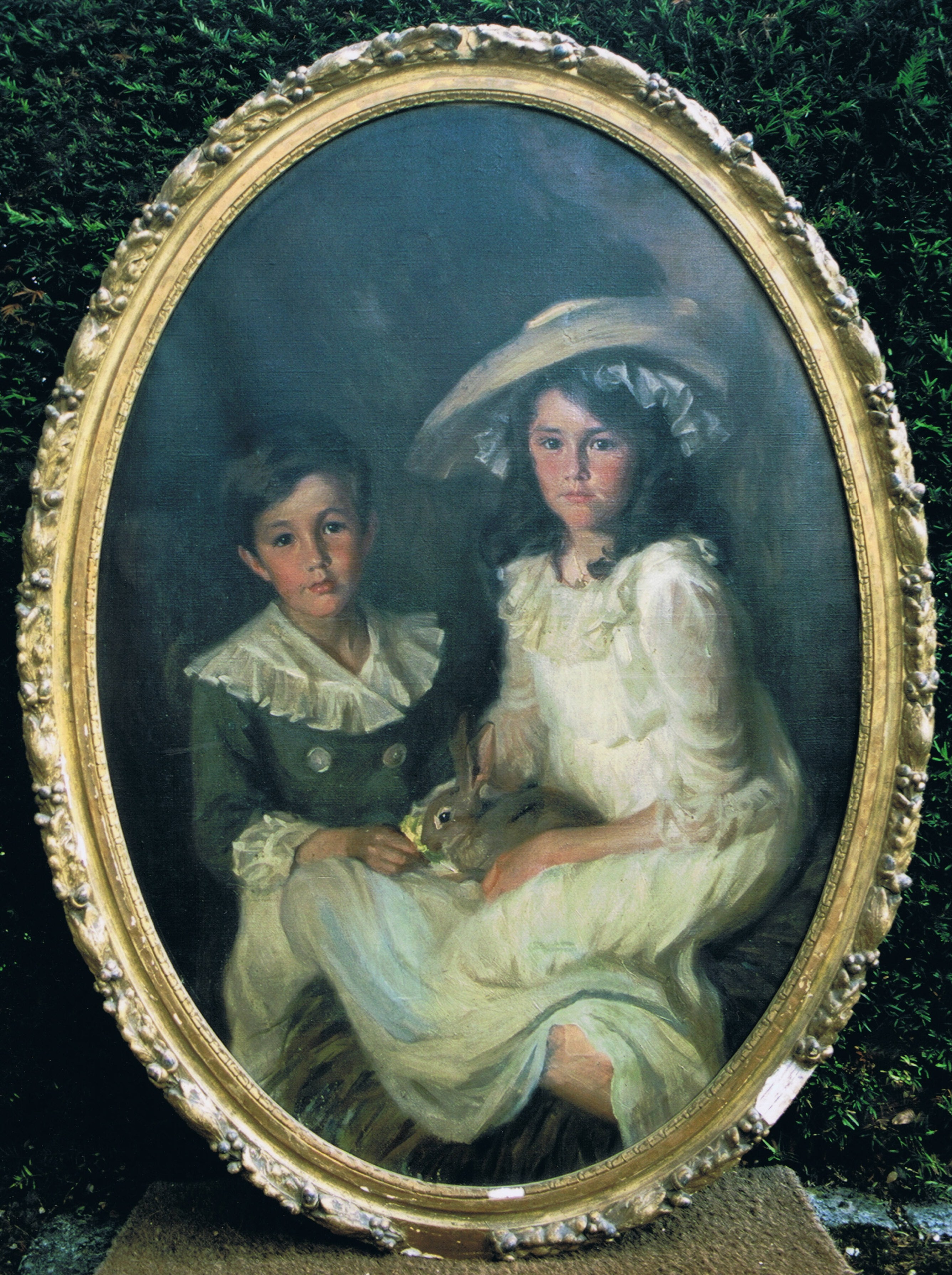
Retrato de dos miembros de la familia de Cruz, Newport, Rhode Island, 1903

Emmet recibió sus primeras lecciones de arte de su hermana mayor Rosina. Emmet y Rosina asistieron a la Academia Julian en París, Francia, entre 1884 y 1885. La familia Emmet había sufrido graves reveses económicos tras la Guerra de Secesión. Las hermanas pudieron estudiar en el extranjero sólo después de recibir una herencia de su prima, Bache Whitlock. Sin embargo, las Emmets estaban decepcionadas con la Academia Julian, y Rosina comentó que los estándares de admisión eran "tan bajos que no era muy inspirador". Los instructores criticaban a conciencia, hacían agujeros en algunas de las pinturas para que empezaran a dibujar en los huecos." Las Emmets tenían una alta opinión de al menos uno de sus instructores, Tony Robert-Fleury, a quien Lydia encontró "mucho más vigoroso, severo y decidido, además de ser muy inspirador."
Después de regresar a Nueva York, las hermanas Emmet, y su prima Ellen, se convirtieron en estudiantes del reconocido pintor e instructor americano William Merritt Chase. Durante su estancia en la ciudad de Nueva York, Emmet también estudió con artistas como: Harry Siddons Mowbray, Kenyon Cox y Robert Reid. Continuó su formación en París con William-Adolphe Bouguereau, Louis-Joseph-Raphaël Collin, Tony Robert-Fleury y el escultor y pintor estadounidense Frederick William MacMonnies. Trabajó principalmente con acuarela y óleo.
Mientras estudiaba en Europa, Emmet y su prima Ellen se unieron a una colonia de verano de artistas americanos, incluyendo a John Leslie Breck y Theodore Robinson, en el Hotel Baudy cerca de la casa de Claude Monet en Giverny, Francia.

## Carrera

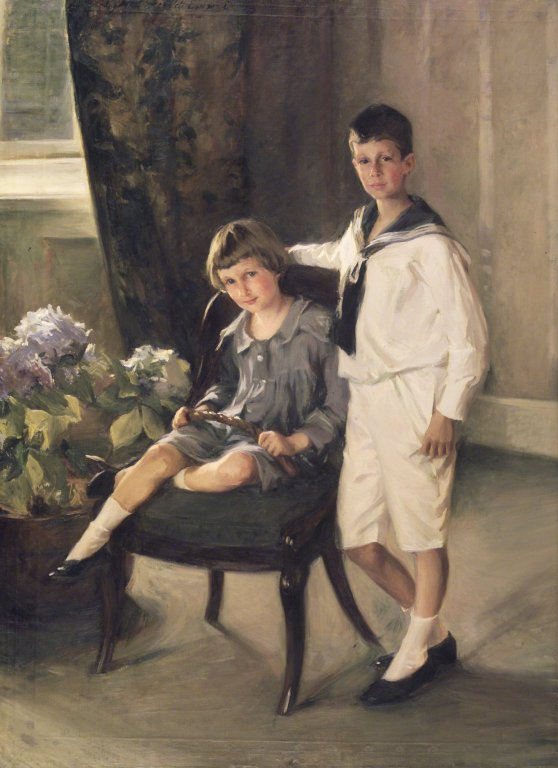
Los Hermanos, ca. 1909, Brooklyn Museo

Uno de los primeros logros artísticos de Emmet llegó en 1883, a la edad de dieciséis años, cuando se le encargó ilustrar el libro infantil Little Folk in Green de Henrietta Christian Wright.
Para complementar sus ingresos, Emmet trabajó a principios de 1890 como asistente de su antiguo instructor, William Merritt Chase, enseñando clases preparatorias en su Escuela de Verano de Arte de Shinnecock Hills en Long Island, Nueva York.
En 1893, Emmet fue seleccionada, junto con destacadas mujeres artistas estadounidenses como Mary Cassatt, Mary MacMonnies-Low, Lucia Fairchild Fuller y su hermana, Rosina (Emmet) Sherwood, para pintar murales en el recién construido Edificio de la Mujer de la Exposición Mundial de Colombia. Las contribuciones de Emmet incluyeron una pintura titulada Sello de la Junta del Estado de Nueva York y un mural titulado Arte, Literatura e Imaginación.

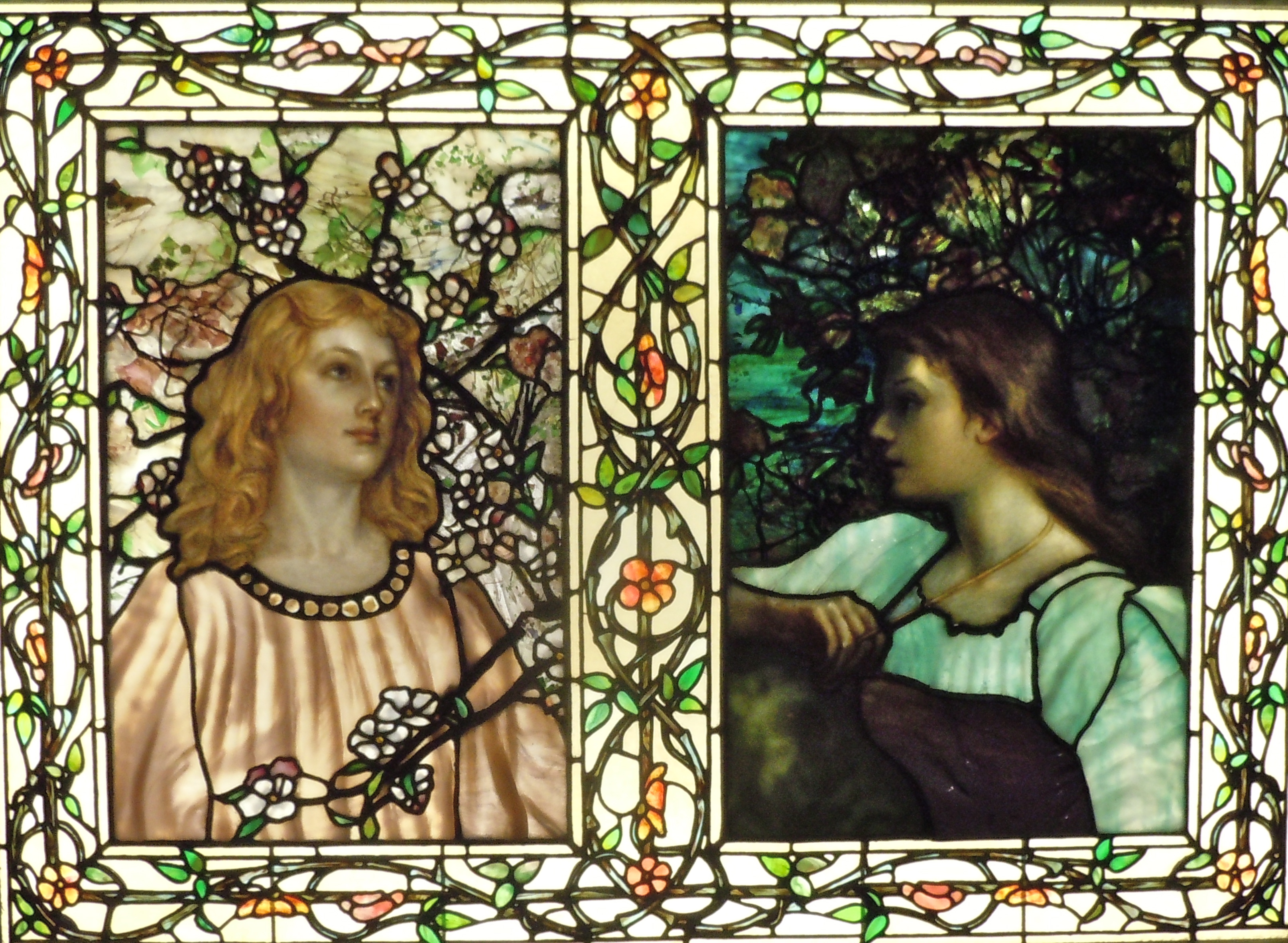
Vidriera de primavera y otoño diseñada por Lydia Field Emmet para la Casa Samuel Bankcroft en Wilmington, Delaware. Ahora en el Museo de Arte del Delaware.

Emmet diseñó más tarde vitrales para Louis Comfort Tiffany y fue una prolífica ilustradora para la revista Harper's Bazaar. También recibió encargos de Associated Artists, y un encargo del Presidente Herbert Hoover para pintar un retrato oficial de la primera dama, Lou Henry Hoover, que ahora cuelga en la Casa Blanca.
En 1896 Emmet diseñó la Medalla Geográfica Cullum, uno de los galardones más antiguos de la Sociedad Geográfica Americana, establecida en el testamento del Mayor general George Washington Cullum (1809-92), vicepresidente de la Sociedad, y que se concede "a aquellos que se distinguen por sus descubrimientos geográficos o en el avance de la ciencia geográfica.
Aunque es más conocida por sus retratos de niños, Emmet prefería pintar adultos, ya que no consideraba que los retratos de niños fueran un trabajo especialmente difícil. Uno de los retratos más famosos de Emmet es el de su joven sobrino, dramaturgo Robert Emmet Sherwood.

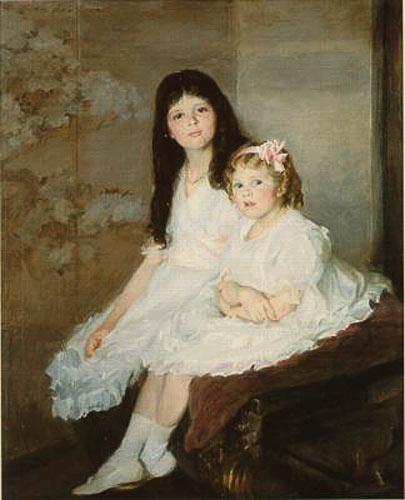
"Miss Ginnie y Polly", ca. 1916

Emmet exhibió su trabajo con frecuencia en la Academia Nacional de Dibujo de Estados Unidos, y participó en varias exposiciones internacionales importantes. Recibió premios en la Exposición Mundial de Colombia (1893), la Exposición de Atlanta (1895), la Exposición Panamericana (1901), la Exposición de San Luis (1904) y la Exposición Internacional Carnegie (1912). Emmet también fue galardonada con el premio Thomas R. Proctor (1907) y el premio Maynard (1918) de la Academia Nacional de Diseño; el premio popular de Newport (1921, 1923); y el premio Philadelphia Bok (1925). Fue nombrada miembro de la Academia Nacional de Diseño en 1909 y en 1911 fue promovida a Académica de la Academia.

## Legado
A finales de abril de 2007, la Arden Galleries de Manhattan celebró una gran muestra de pinturas de cinco generaciones de mujeres de la familia Emmet. Consistía en 130 exposiciones de 14 artistas, comenzando con nueve retratos de la tía abuela de Lydia Field Emmet, y terminando con esculturas de sus tataranietos Julia Townsend y Beulah Emmet.
El primo de Lydia, el Dr. Thomas Addis Emmet, afirma claramente en sus memorias que la pintora Elizabeth Emmet era la hija de Thomas Addis Emmet I, lo que la convertiría en la tía abuela de Lydia, no en su abuela. El artículo de Time es incorrecto en ese punto. Elizabeth Emmet se casó más tarde con William H. LeRoy, el tocayo del hermano de Lydia, William LeRoy Emmet. La abuela de Lydia era en realidad Rosina Hubley de Pennsylvania, quien era la tocaya de la hermana mayor de Lydia, la ilustradora Rosina Hubley Emmet, mencionada en este artículo. Lydia fue nombrada en honor a la madre de Rosina (Hubley) Emmet, Lydia (Field) Hubley.
Cita de T. Un. Emmet memoirs: "Pasé las vacaciones de Navidad con mi tío, Wm. H. LeRoy, que se casó, como ya he dicho, con mi tía, Elizabeth Emmet. Me refiero a esta visita en relación con un retrato de Robert Fulton, que tengo razones para creer que fue usado durante la reciente celebración del Hudson-Fulton, y fue atribuido a Benjamin West como el artista... al preguntarle a mi tía sobre este retrato, me dijo que lo había pintado de joven".

## Membresías
- American Federation of Arts
- American Society of Miniature Painters (ASMP)
- Art Students League of New York
- Connecticut Academy of Fine Arts
- National Academy of Design
- National Association of Portrait Painters
- National Association of Women Artist
- New York Watercolor Club
- Stockbridge Art Association

## Instituciones poseedoras de obras de Lydia Field Emmet
- Berkshire Museum, Pittsfield, Massachusetts
- Brooklyn Museum, New York City
- Castle Hill on the Crane Estate, Ipswich, Massachusetts
- Delaware Art Museum, Wilmington, Delaware
- Groton School, Groton, Massachusetts
- Lyme Academy of Fine Arts, Lyme Academy Gallery, Old Lyme, Connecticut
- Metropolitan Museum of Art, New York City
- Museum of the City of New York
- National Academy of Design, New York City, New York
- National Gallery of Art, Washington D. C.
- National Museum of Women in the Arts, Washington D. C.
- National Society of Colonial Dames of America, State of Vermont
- New York Historical Society
- Old Westbury Gardens, Old Westbury, NY
- Parrish Art Museum, Southampton, New York
- United States Military Academy Museum, West Point, New York
- Casa Blanca, Washington D. C.